# معادلة تشابليغين
في ديناميكا الغازات، معادلة تشابليغين (بالإنجليزية: Chaplygin's equation)‏، والمسماة على اسم العالم سيرجي ألكسيفيتش تشابليغين (بالإنجليزية: Sergei Alekseevich Chaplygin)‏، هي معادلة تفاضلية جزئية مستخدمة في دراسة السريان المقارب لسرعة الصوت. المعادلة كالتالي:
{\displaystyle f_{\theta \theta }+{\frac {v^{2}}{1-{\frac {v^{2}}{c^{2}}}}}f_{vv}+vf_{v}=0.}
حيث، {\displaystyle c=c(v)} هي سرعة الصوت، ونحصل عليها من خلال معادلة الحالة للمائع وبقاء الطاقة.